# Сойм підкарпатських русинів
Асоціація русинських організацій Закарпаття «Сойм підкарпатських русинів» — русинська проросійська громадська організація, що діє в Закарпатській області. Вимагає визнання русинів окремим народом та надання Закарпаттю автономії в правах 1938 року. Відома сепаратистськими деклараціями, за що її лідерів засудили до кількох років позбавлення волі умовно за посягання на територіальну цілісність і недоторканність України. За інформацією деяких ЗМІ, фінансується російськими урядовими організаціями для дестабілізації ситуації в Закарпатті. Керівник — протоієрей УПЦ МП Дмитро Сидор. Активним членом організації був письменник Михайло Алмашій.
За словами Сидора, Сойм захищає інтереси русинів — корінних жителів Закарпаття, проте його опоненти, влада Закарпатської області та українські організації заперечують це, стверджуючи, що діяльність Сойму мало відповідає інтересам жителів Закарпаття й інспірується іноземними державами.

## Діяльність
Сойм підкарпатських русинів створений в лютому 2000 року одинадцятьма «русинськими» громадськими організаціями. Спочатку його діяльність була млявою і нескоординованою. Так, під час Всеукраїнського перепису у 2001 році русинами себе назвали 10100 осіб, що становить менше 1 % жителів Закарпаття. У 2005 році, коли Сойм очолив Дмитро Сидор, його діяльність активізувалася. Зокрема, 7 березня 2007 року Закарпатська обласна рада визнала русинів окремим етносом на території Закарпаття. 25 жовтня 2008 року «Другий європейських конгрес підкарпатських русинів» проголосив створення фейкової «республіки Підкарпатська Русь» у статусі від 22 листопада 1938 року, вибрав державний виконавчий уряд і склав «Акт проголошення русинської державності». Також було прийнято ультиматум до Закарпатської обласної ради з вимогою проголосити автономію Закарпаття до 1 грудня 2008 року, інакше вони це зроблять самостійно. 1 грудня 2008 року, у Мінську, священник УПЦ МП Дмитро Сидор проголосив незалежність фейкової «республіки Підкарпатська Русь». Після цього Всеукраїнське об'єднання «Свобода» звернулася до Служби безпеки України з вимогою притягнути делегатів Конгресу до кримінальної відповідальності. У 2008 році за фактом діяльності «Сойму підкарпатських русинів» Служба безпеки України порушила проти священника УПЦ МП Дмитра Сидора кримінальну справу в зв'язку з «зазіханнями на територіальну цілісність України». Згодом справа була передана до суду. 19 лютого 2012 року Ужгородський міськрайонний суд за частиною 1 статті 110 Кримінального кодексу України («посягання на територіальну цілісність і недоторканність України») присудив йому три роки позбавлення волі (умовно, з відтермінуванням на два роки) та сплату штрафу у сумі 1840 гривень.
Наприкінці 2008 року «Сойм» почав втрачати позиції. Зокрема, через особистий конфлікт лідерів, його більше не підтримує одна з найвпливовіших «русинських» організацій, «Закарпатське народне об'єднання». У 2009 році було оголошено про нову мету організації — проголошення «русинської» держави.
У 2011 році термінове засідання керівників молодіжних «русинських» організацій десяти країн кваліфікувало Сойм як «маріонетку в руках імперських спецслужб Росії та США».
Нерідко спостерігаються працівники УПЦ МП, які підтримують рух. Один із прихильників — монах УПЦ МП Венедикт (Хромей).

## Фінансування
«Сойм» звинувачують у фінансуванні Так, у листопаді 2008 року у виданні «Україна Молода» було опубліковано лист голови правління російського урядового фонду «Російський світ» (рос. «Русский мир») В. А. Никонова до лідера «Сойму підкарпатських русинів» Дмитра Сидора. У ньому йдеться про переказ фондом «Російський світ» коштів на рахунки «Сойму підкарпатських русинів». У березні 2009 року Голова Служби безпеки України Валентин Наливайченко підтвердив інформацію про фінансування «русинського» руху з Росії:
|  | СБУ має у своєму розпорядженні інформацію про зовнішнє фінансування сепаратистської організації ... зовнішнє, а точніше, російське |

Він також підкреслив, що мова не йде про Російський уряд. Частково підтверджує ці слова один з активістів Сойму Петро Гецко:
|  | Москва нам допомагає |